# Deumar Tendzin Phüntshog
| Tibetische Bezeichnung                                   |
| -------------------------------------------------------- |
| Wylie-Transliteration: de'u dmar bstan 'dzin phun tshogs |
| Chinesische Bezeichnung                                  |
| Vereinfacht: 帝玛·丹增彭措                               |
| Pinyin:Dima Danzeng Pengcuo                              |

Deumar Tendzin Phüntshog (tib. de'u dmar bstan 'dzin phun tshogs, auch Dilmar Geshe Tendzin Phüntshog (Dil dmar dge bshes brtan 'dzin phun tshogs); * 1673 im Kreis Gonjo (Gojo) in Qamdo (Chamdo) in Kham (Osttibet); † 1743) war ein berühmter Pharmakologe und Arzt der tibetischen Medizin des 18. Jahrhunderts. Er lebte in Weixi (Nord-Yunnan).
Er war ein Gelehrter aus der Drugpa-Kagyü ( 'brug pa bka' brgyud)-Schule, einer der sogenannten „acht kleineren Schulen“ der Kagyü-Schulrichtung des tibetischen Buddhismus (Vajrayana).
Er ist der Verfasser eines der bedeutendsten Werkes zu den Materia medica der traditionellen tibetischen Medizin und Pharmakologie.
Er wird als Nachfahre des (chin.) Biji 比吉, eines der neun berühmten tibetischen Ärzte der alten Zeit, angesehen. Er ist der Verfasser von zweiundvierzig Büchern zu medizinischen Aspekten, darunter die Kristallperlen Materia Medica (tib. shel gong shel phreng; chin. Jingzhu bencao 晶珠本草), ein monumentales Werk zu den Materia medica der traditionellen tibetischen Medizin.

## Shel gong shel phreng
Das Werk Kristallperlen Materia Medica (shel gong shel phreng) enthält insgesamt 2.294 Pharmazeutika, eingeteilt in 1.176 Klassen. Das Buch liefert für alle Pflanzen und sonstigen Materia medica umfassende und detaillierte Angaben zu deren Merkmalen, Alternativnamen, Eigenschaften, Geschmack, Herkunftsort, Wachstumsumfeld sowie Effektivität und Verwendung. Das Werk erschien in zwei Holzdrucken in Lhasa und Dêgê. Das für das Studium der tibetischen Pharmakologie bedeutende Nachschlagewerk erschien zuerst 1840, es erlebte viele weitere Ausgaben. Eine chinesische Übersetzung erschien 1986 im Verlag Shanghai keji chubanshe. 

## Medizinische Werke
Eine Auswahl seiner medizinischen Werke erschien unter dem Titel De'u dmar gso rig gces btus in Peking (2007).